# Chełmicko
Chełmicko (niem. Goldenschiff, do 2010 Gliszczki) – osada w Polsce położona w województwie lubuskim, w powiecie międzyrzeckim, w gminie Przytoczna.
W latach 1975–1998 miejscowość administracyjnie należała do województwa gorzowskiego.